# Công nhân và nữ nông trang viên
Công nhân và nữ nông trang viên (tiếng Nga là: Рабо́чий и колхо́зница) là một bức tượng, tác phẩm nghệ thuật của Vera Ignatyevna Mukhina, nhà nữ điêu khắc Liên Xô.

## Mô tả
Tác phẩm này được Vera Ignatyevna Mukhina tạo ra từ năm 1935 đến năm 1937 tại Moskva, từ thép không gỉ, nặng 80 tấn. Đây chính là tác phẩm nổi tiếng nhất của bà.
Bức tượng gồm có một nam công nhân dáng vóc lực lưỡng, tay cầm búa giơ lên cao, đứng bên cạnh một nữ nông trang viên khỏe khoắn, tay cầm chiếc liềm cong sát cùng chiếc búa trên không. Hai người ở tư thế cùng bước lên phía trước, một tay đánh ra phía sau.

## Tại triển lãm 1937

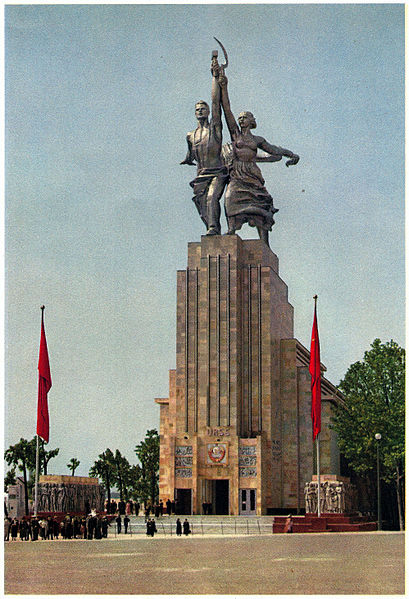
Hình ảnh bức tượng tại Paris, bên cạnh tháp Eiffel

Năm 1937, tác phẩm này được chọn tham gia triển lãm toàn thế giới tại Paris. Để đưa lọt được bức tượng này qua đường ngầm Paris, người ta phải chặt tượng ra thành 65 khối và cho vào 28 toa tàu hỏa. Cùng lúc, chính phủ Liên Xô cũ đã gửi tới các kỹ sư, công nhân lắp ráp, thợ hàn, thợ tiện và thậm chí thuê cả thợ của Pháp. Sau 11 ngày lắp ráp và hàn gắn, bức tượng được dựng lại như ban đầu và đứng đối diện với gian trưng bày mang biểu tượng con chim đại bàng của nước Đức quốc xã thời Hitler. Sau triển lãm này, tên tuổi Vera Mukhina nổi tiếng khắp thế giới.
Sau triển lãm, chính quyền Liên Xô có ý định mang nấu chảy bức tượng để làm nguyên liệu sản xuất. Nhưng các nhà nghệ thuật Pháp rất thích bức tượng mang tính "hiện thực xã hội chủ nghĩa" và muốn giữ nó ở lại Paris. Do thái độ trân trọng đối với tác phẩm của phía Pháp, chính phủ Liên Xô đã thay đổi ý định.

## Biểu tượng ở Liên Xô

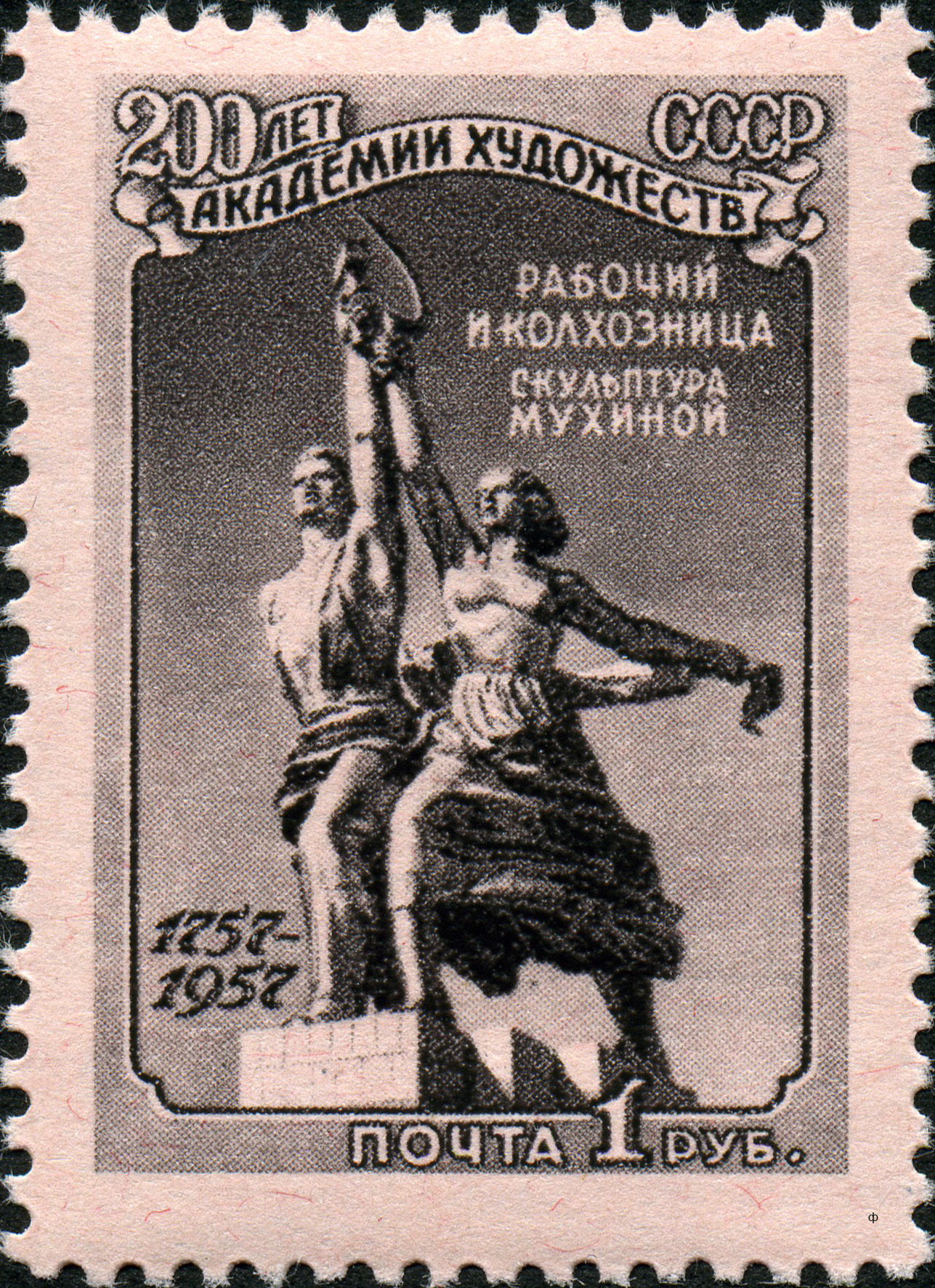
Hình tượng được in trên tem.

Bức tượng được chia ra làm 44 khối và đưa từ Paris trở về Moskva. Do lần cắt thứ hai, các khối của bức tượng bị hỏng khá nặng và việc phục chế kéo dài 8 tháng, từ tháng 1 đến tháng 8 năm 1939.
Sau đó, tượng được mang trưng bày tại cổng phía Bắc của Trung tâm triển lãm thành tựu quốc dân Liên Xô (nay là Trung tâm triển lãm toàn Nga).
Từ năm 1947, bức tượng này còn là biểu tượng của hãng Mosfilm. Vera Mukhina đã làm một phiên bản thu nhỏ của bức tượng này, đặt tại trường quay của hãng. Những bộ phim nổi tiếng Liên Xô như Khi đàn sếu bay qua, Bài ca người lính, Kalina đỏ... đã gắn với biểu tượng này. Năm 2009, hợp đồng thương hiệu giữa Vera Mukhina (đã mất năm 1953) và hãng Mosfilm về biểu tượng này kết thúc.

## Trùng tu
Năm 1979, bức tượng được dỡ xuống để trùng tu. Thời kỳ cải tổ của Gorbachyov, có ý kiến đề nghị chuyển bức tượng đi nơi khác hoặc bán cho một công ty của Hoa Kỳ nhưng không được chấp thuận.
Năm 2003, bức tượng lại được tháo ra lần thứ 3 thành 40 khối để đại tu. Theo dự án mới, phần bệ tượng sẽ cao 34,5 mét, thân tượng giữ nguyên ban đầu 24,5 mét, toàn bộ chiều cao bức tượng sẽ là gần 60 mét.
Chiều ngày 4 tháng 12 năm 2009, tại Trung tâm Triển lãm Quốc gia ở thủ đô Moskva đã diễn ra lễ khánh thành bức tượng sau hơn 5 năm phục chế.

## Ảnh hưởng
Bức tượng Công nhân và nữ nông trang viên của Vera Mukhina được xem là có ảnh hưởng tới tượng Nữ thần Dân chủ do các sinh viên Trung Quốc tạo ra năm 1989, đặc biệt lên điểm đầu tượng và khuôn mặt tượng.

## Chú dẫn
1. 1 2 3 4  Theo Trần Quang Vinh, tài liệu đã dẫn
2. ↑  Nga: Khánh thành trùng tu tượng đài Công nông[liên kết hỏng]
3. ↑  Theo Tsao Tsing-yuan (1994). Bài luận "Sự ra đời của Nữ thần Dân chủ" từ văn hóa chính trị và các cuộc chống đối của dân chúng tại Trung Hoa hiện đại', 140–7, Boulder, Col.: Westview Press